# L'Express 330
Pour plus de détails, voir Fiche technique et Distribution.
L'Express 330 (Easy to Make Money) est un film américain réalisé par Edwin Carewe et sorti en 1919.

## Fiche technique
- Titre original : Easy to Make Money
- Réalisation : Edwin Carewe
- Scénario : Finis Fox
- Producteur : B. A. Rolfe
- Photographie : Robert B. Kurrle
- Production : Metro Pictures
- Durée : 5 bobines[1]
- Date de sortie : 4 août 1919[2]

## Distribution

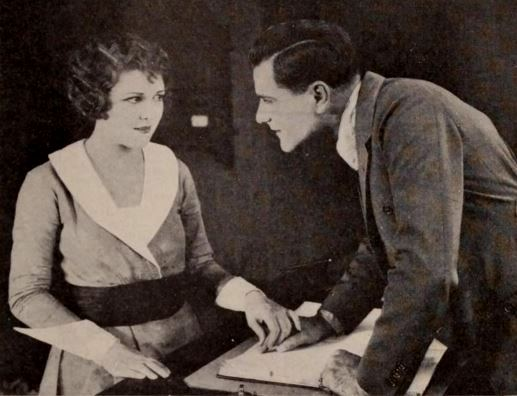
Gertrude Selby et Bert Lytell dans une scène du film.

- Bert Lytell : James Frederick Slocum, Jr.
- Gertrude Selby : Ethel Wheeler
- Frank Currier : James Frederick Slocum, Sr.
- Stanton Heck : Henry Fowler
- Ethel Shannon : Katherine Fowler
- Edward J. Connelly : Jasper Kennedy
- Bull Montana : Charles Miller, aka "Kid"
- Hal Wilson